# Culicinae
Culicinae là một phân họ lớn của loài muỗi được chia thành hai tông: Culicini và Sabethini Lưu trữ ngày 25 tháng 10 năm 2004 tại Wayback Machine.

## Hình ảnh

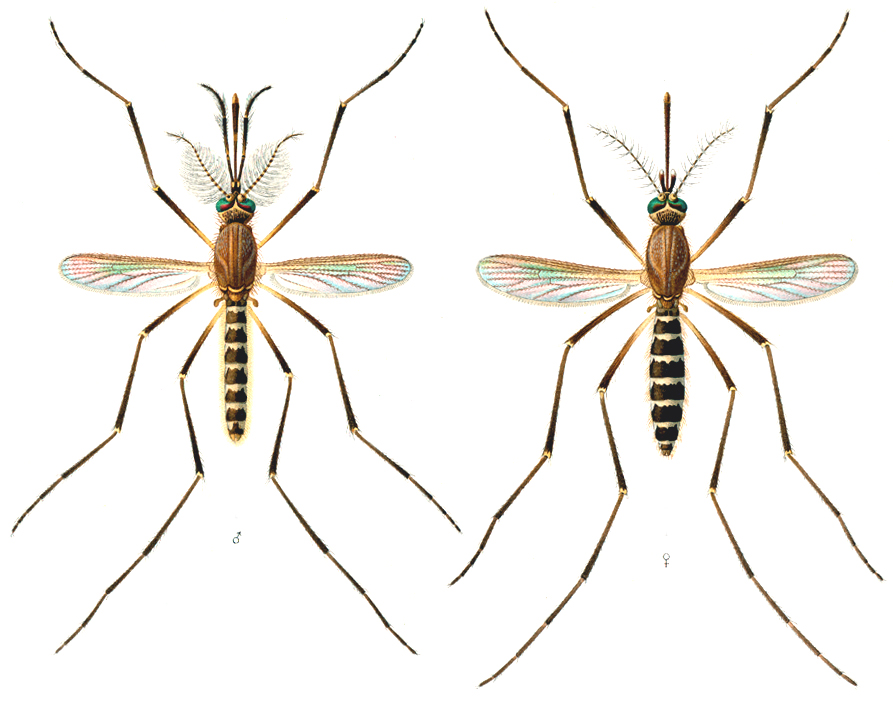
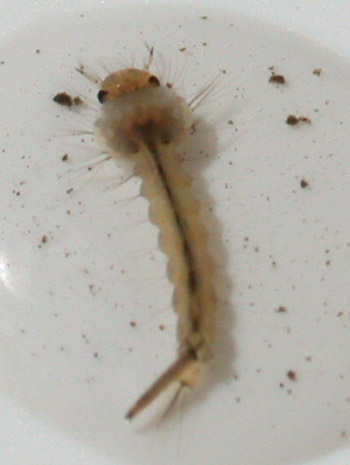
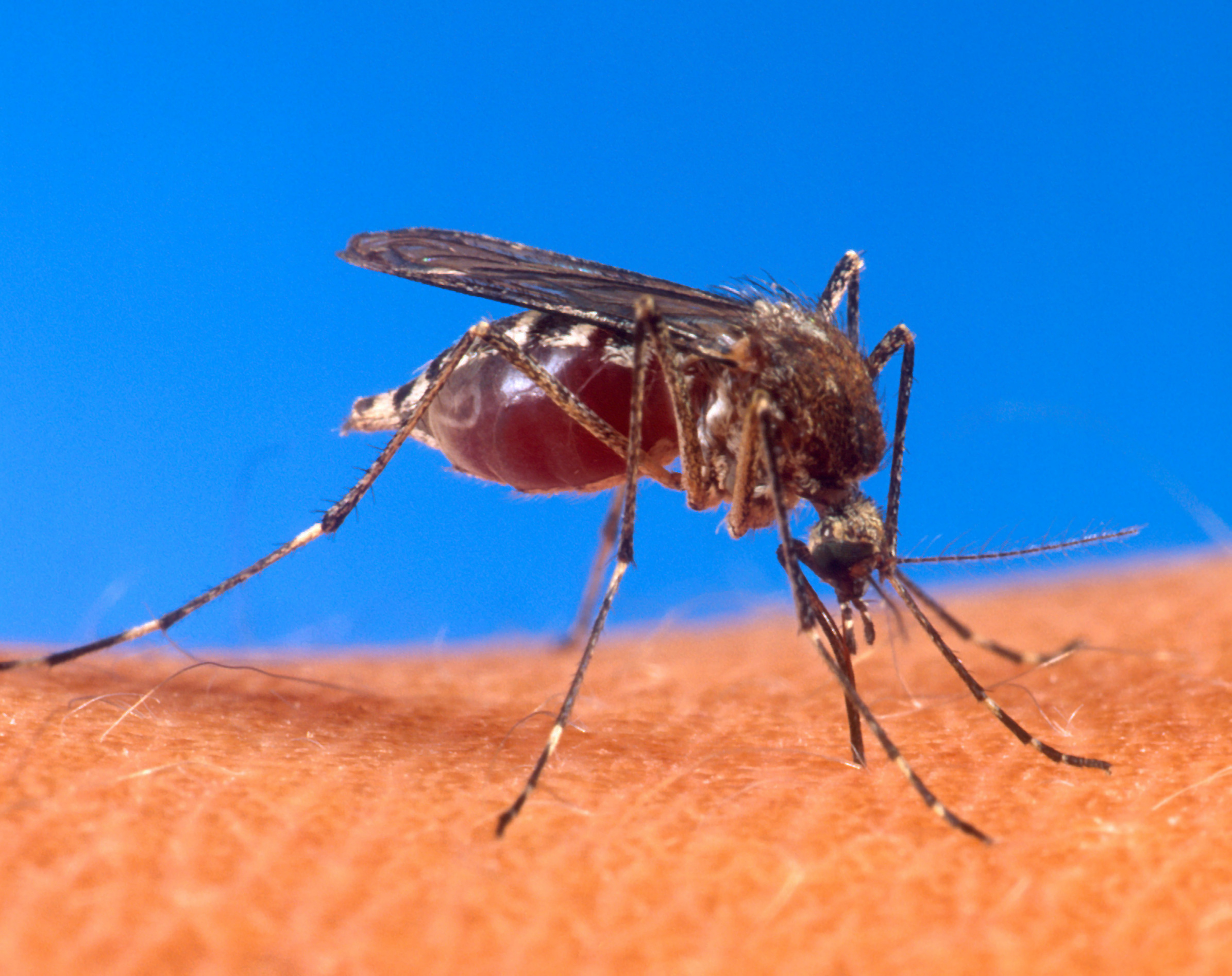
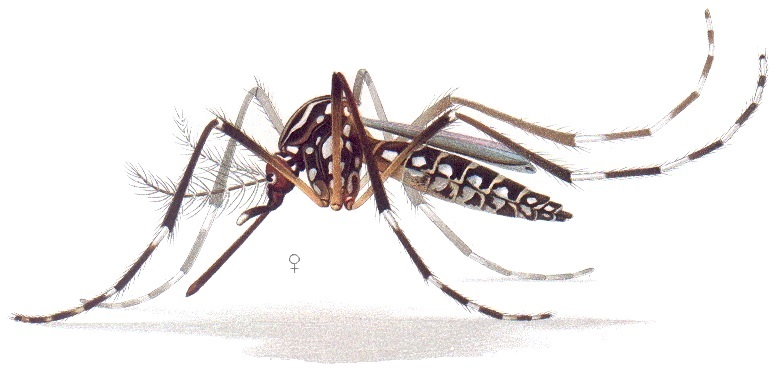